# TousAntiCovid
TousAntiCovid (ehemals: StopCovid (App-Name: StopCovid France)) ist eine seit dem 2. Juni 2020 zur Verfügung stehende COVID-19-App zur Kontaktnachverfolgung in Frankreich.
Die Nutzung ist freiwillig; für eine effiziente Kontaktnachverfolgung sollten laut Experten mindestens 80, andere sprechen von 60, Prozent der Bevölkerung die App benutzen, was bei einer Einwohnerzahl von 66.993.000 Einwohnern (1. Januar 2019) einer Nutzeranzahl von 53.594.400 bzw. 40.195.800 entspricht; die französische Regierung sieht die Wirksamkeit der App ab mehreren Millionen Benutzern gegeben. Sie kann auch von Reisenden von außerhalb Frankreichs und Grenzgängern benutzt werden.
Am 14. Oktober kündigte Präsident Emmanuel Macron an, dass zum 22. Oktober eine neue App veröffentlicht werde, denn StopCovid „hat nicht funktioniert. Sie wurde viel weniger oft heruntergeladen, als [vergleichbare Apps] bei unseren Nachbarländern. Dennoch ist es [auch dort] niemandem gelungen, eine erfolgreiche Warnapp zu bauen.“

## Funktionsweise
Über die Bluetooth-Funktion werden zwischen zwei aktiven Endgeräten nach dem Zufallsprinzip generierte Pseudo-Kennungen ausgetauscht; diese Pseudo-Kennungen werden alle 15 Minuten automatisch erneuert und bestehen aus einer Reihe von Zahlen, Buchstaben und Zeichen. Die Standortdaten werden nicht gespeichert oder ausgetauscht. Anhand eines statischen Modells wird ein geschätzter Wert für die Näherung zweier Endgeräte benutzt.
Der Datenaustausch zwischen Endgerät und dem Server, der vom französischen Ministère des Affaires sociales et de la Santé (Ministerium für Gesundheit und Solidarität) zentral verwaltet wird, erfolgt nur mit Einwilligung auf einen positiven Coronavirustest, der per QR-Code oder einer Zahlen- und Buchstabenkombination, den man von einem Labor, dem Arzt oder Krankenhaus bekommt, in die App eingepflegt werden kann. In diesem Fall werden die Apps der anderen Benutzer informiert und können sich testen lassen oder freiwillig in Quarantäne begeben. Hierbei werden keine Informationen über die anderen Endgeräte-Benutzer übertragen oder deren -Modelle.
Die App berücksichtigt weder den jeweiligen Kontaktkontext (geschlossener, offener Raum o. Ä.), noch ein mögliches Tragen eines Mund-Nasen-Schutz o. Ä. Sie kann jederzeit vorübergehend deaktiviert werden. Die auf dem Endgerät und dem zentralen Server gespeicherten Daten werden automatisch nach 14 Tagen gelöscht. Die gespeicherten Daten und Verbindungen können auch eigenständig gelöscht werden und sich von der App abgemeldet und diese deinstalliert werden.

## Entwicklung
Die App wurde unter der Aufsicht des Ministeriums für Gesundheit und Solidarität sowie des Secrétaire d’État chargé du Numérique (Staatssekretär für Digitales) Cédric O von folgenden Unternehmen oder Instituten entwickelt: Institut national de recherche en informatique et en automatique (INRIA) (zuständig für: coordination and transmission protocol, privacy-by-design), Agence nationale de la sécurité des systèmes d’information (cybersecurity), Capgemini (back-end architecture and development), Dassault Systèmes (SecNumCloud qualified sovereign data infrastructure), Institut national de la santé et de la recherche médicale (health models), Lunabee Studio (development of mobile applications), Orange (application distribution and interoperability), Withings (connected objects) und das öffentliche Gesundheitswesen Frankreichs (integration and coordination of the application in the global strategy of contact tracing).

## Legislative
Am 27. Mai 2020 stimmte die Nationalversammlung mit 338 Für-, bei 215 Gegenstimmen und 21 Enthaltungen und am selben Tag der Senat mit 186 Für-, 127 Gegenstimmen und 29 Enthaltungen für den Einsatz der App.

## Datenschutz
Die französische Datenschutzbehörde Commission Nationale de l’Informatique et des Libertés (CNIL) befürwortete die auf Basis einer Regierungsverordnung erstellte App, mahnte jedoch an, dass die App freiwillig bleiben und eine Nicht-Nutzung keine Sanktionen nach sich ziehen dürfe. Außerdem haben sich neue Fragen des Datenschutzes aufgetan, die es noch zu klären gäbe, wie die Frage der Bereitstellung spezifischer Informationen von und durch Minderjährige und Eltern von Minderjährigen.
Sie entspricht den Vorschriften zum Schutz personenbezogener Daten; siehe Datenschutz-Grundverordnung (DSGVO), Privacy by Design.

## Verbreitung
Laut einer Meinungsumfrage waren 62 Prozent der Franzosen bereit die StopCovid-App herunterzuladen.
Die Veröffentlichung am 2. Juni verlief holprig, weil sich die Veröffentlichung auf iOS verspätet, wodurch eine ähnlich klingende App namens STOP COVID19 CAT, eine Gesundheits-App aus Katalonien, vielfach heruntergeladen wurde und dadurch in den Top Charts des App Store auf Platz 1 platziert war, wodurch es zu Verwirrungen kam; außerdem konnte die App nicht wie angekündigt StopCovid lauten, weil dieser Name bereits vergeben war.
Innerhalb von vier Tagen sei die App eine Million Mal aktiviert worden, erklärte Digital-Sekretär Cédric O. Nach einer Woche konnten 1,4 Millionen Aktivierungen gezählt werden, was circa 2 % der Einwohner Frankreichs entspricht. Drei Wochen nach der Veröffentlichung sprach O von maximal 1,5 Millionen Nutzern: 68 haben sich in der App COVID-19-positiv gemeldet, was zu 14 Warnungen auf anderen Endgeräten führte. Die französische Regierung räumte eine geringe Wirksamkeit ein.
Bis Anfang Juli wurde die App von 2 Millionen Menschen heruntergeladen, bis Ende August – drei Monate nach Start der App – erhöhte sich die Zahl geringfügig auf 2,3 Millionen und 103 Risikobegegnungen gemeldeten Risikobegegnungen.

## Kritik
Damit die App ein anderes Endgerät erkennen kann, muss die Distanz weniger als 1,5 Meter betragen, die genaue Distanz kann Bluetooth jedoch nicht berechnen. Auf eine Ortung der GPS wird laut Angaben verzichtet.
Die Entscheidung für eine zentrale Speicherung der Daten wird von Datenschützern kritisiert, die zudem vor Missbrauch der anonymisierten Daten warnen.
Das von INRIA und der Fraunhofer-Gesellschaft geschriebene Kontaktverfolgungsprotokoll ROBERT, kurz für ROBust and privacy-presERving proximity Tracing protocol, hat zu Bedenken hinsichtlich des Datenschutzes geführt, woraufhin ein gemeinsames Schreiben von 471 Menschen aus dem Bereich der Kryptographie und Informationssicherheit publik wurde, die auf die Gefahren hinwiesen.
Mit der Entscheidung gegen eine Zusammenarbeit mit Apple und Google, wodurch man laut französischer Regierung unabhängig bleiben wolle und zudem Probleme hinsichtlich des Schutzes der Privatsphäre und der Verbindung mit dem französischen Gesundheitssystem sehe, konnten die speziell für Contact-Tracing-Apps angepassten Schnittstellen für Bluetooth Low Energy auf Grundlage des Exposure-Notification-Framework in den Betriebssystemen Android und iOS nicht genutzt werden, was bedeutet, dass Nutzer von iPhones die TousAntiCovid-App dauerhaft im Vordergrund („offen“) haben müssen, was sie quasi unbrauchbar macht, wie Experten schätzen.
Aufgrund der zehntausenden Grenzgänger und möglichen Urlaubern wurde die Inkompatibilität eines grenzübergreifenden datenschutzkonformen Austausch mit der deutschen Corona-Warn-App, der Schweizer SwissCovid oder der italienischen Immuni, die allesamt einen dezentralen Ansatz verfolgen, kritisiert; die französische Regierung argumentiert, dass die Gesundheitsbehörden nur mit einem zentralen System vollen Zugang zu den erforderlichen Daten habe.
Amnesty International France bezweifelte, dass die App in ihrer Form effektiv sei, da keine realen Tests durchgeführt würden, und befürchtete zudem, dass sie zu Diskriminierung führen könnte. Zudem birgt die Installation einer Kontaktverfolgungssoftware das Risiko einer weitverbreiteten unbefugten Überwachung, die die Grundfreiheiten gefährde.